# F0rest
Patrik Lindberg (nascido em 10 de junho de 1988), conhecido pelo pseudônimo de f0rest, é um jogador sueco  de Counter-Strike e Counter-Strike: Global Offensive. Tendo jogado competitivamente desde 2005, f0rest tem sido amplamente considerado dentro do cenário do eSports como um dos melhores jogadores de Counter-Strike da história. f0rest ficou muito conhecido por seus quatro anos na equipe sueca Fnatic, que ele ajudou a se impor como dominante no cenário em 2009, ao lado de GeT_RiGhT a equipe dominou aquele ano praticamente sozinha quebrando o recorde de maiores ganhos na historia do Counter-Strike. Perto do fim de 2010, f0rest sai da Fnatic e se junta a SK Gaming, onde permaneceu até julho de 2012. A então equipe alemã em 2011 se tornaria praticamente o Deamteam do CS quando o jogador allen já inativo deixou o time para a entrada de Delpan. Logo depois do fim de campeonatos oficias de CS(2012), f0rest migra para o Counter-Strike: Global Offensive e entra para a equipe Ninjas in Pyjamas, onde permaneceu até 2020. A equipe Sueca NiP, como é conhecida dominou o começo do CS:GO e ficou mundialmente famosa por ganhar 87 mapas(Lan) seguidos, numero que nunca foi batido por nenhuma outra equipe. Em 2020 entrou no elenco da Dignitas.

## Carreira profissional
f0rest começou sua carreira de jogador profissional no início de 2005, quando ele fez a sua estreia nas finais globais na Coreia do Sul pelo World e-Sports Games, juntamente com a nova equipe sueca Begrip Gaming. Lá, a Begrip derrotou todos os adversários, incluindo os campeões Catch-Gamers e ganhou o prêmio de 50.000 USD. Depois desta vitória, f0rest paralisa seus estudos para se concentrar na sua carreira no jogo Counter-Strike. Em 2005, Lindberg foi nomeado para o eSports Award 2005, nas categorias "Revelação do Ano" e "Melhor Jogador de Counter-Strike. No início de 2006, f0rest sai da Begrip Gaming junto com seu companheiro de equipe Kristoffer "Tentpole" Nordlund, e assina um contrato com a Fnatic.
No primeiro ano na Fnatic, f0rest provou ser um sucesso, tendo a equipe ganhado mais de $100.000 USD sendo apurado pela Turtle Entertainment. Durante o ano de 2006, a Fnatic ganhou a Cyberathlete Professional League Championship, o World Tour, juntamente com uma medalha de prata na Electronic Sports World Cup. f0rest foi mais uma vez nomeado para o eSports Awards e ganhou o prêmio Jogador do Ano do Counter-Strike. No entanto, a Fnatic enfrentou uma grande crise em 2007 e 2008, a equipe não conseguiu vencer nenhum grande torneio e só conseguiu um punhado de medalhas. A equipe recuperou a sua forma e entrosamento em 2009, no entanto, com a aposentadoria de Oscar "Archi" Torgersen e Oscar "ins" Holm e a ingressão na equipe de Christopher "GeT_Right" Alesund e Rasmus "GuX" Ståh. Durante o ano de 2009, a Fnatic, foi a equipe mais forte no cenário, tendo conquistado medalhas de ouro no Intel Extreme Masters Global Challenge, European Finals and World Championship, ESWC 2009, e-Stars Seoul, KODE5 e World eSports Masters.. Em 2009, f0rest foi nomeado para o eSports Award 2009, na categoria "Regional eSports Jogador do Ano da Europa do Norte", mas perdeu para seu companheiro de equipe, GeT_RiGhT, que venceu a categoria principal eSports, Jogador do Ano.
A Fnatic não conseguiu repetir o sucesso de 2009, na temporada de 2010, no entanto, a equipe perdeu seu recorde para os Ucranianos do Natus Vincere, com os seus ganhos sendo acima de 220.000 USD. Depois desse ano decepcionante para a Fnatic, f0rest, juntamente com seus companheiros de equipe GeT_Right e Gux, tentou que Fnatic substituísse o lider em jogo, Patrik "cArn" Sättermon, bem como o capitão, Harley "dsn" Örwall, pelos jogadores da SK Gaming Jimmy "allen" Allén e Robert "RobbaN" Dahlström. Mas, o pedido não foi aprovado, então f0rest e GeT_Right saem da Fnatic e se juntam a SK Gaming. O Início de 2011 provou ser fraco para a SK, com a equipe não conseguindo impressionar no seu primeiro evento, eles não conseguiram impressionar no seu primeiro evento, o IEM European Championship Finals, sendo a equipe eliminada do torneio ainda na fase de grupos, com a equipe anterior de f0rest vencendo o evento. Mas a SK Gaming conseguiu recuperar a sua forma, terminando o ano de 2011 como a segunda equipe que mais ganhou prêmios financeiros, atrás da equipe polonesa ESC Gaming.
Em 26 de julho de 2012, foi relatado que a SK Gaming havia entrado em um estado de desordem e caos, com o treinador, Anton Budak, renunciando, juntamente com Patrik Lindberg e seus companheiros de equipe, Robert Dahlström e Christopher Alesund. De acordo com Budak, isso aconteceu como um resultado da organização SK ter recusado em enviar os jogadores para a GameGune 2012. Em agosto do mesmo ano, foi anunciado que f0rest iria migrar para o Counter-Strike: Global Offensive, juntando-se a equipe Ninjas in Pyjamas, junto com Alesund. Desde o início do cenário competitivo de Counter-Strike: Global Offensive em 2012, a Ninjas in Pyjamas tornou-se a equipe mais forte da época, vencendo a maioria dos torneios que participou, com uma marca impressionante de 87 vitórias consecutivas. A equipe manteve sua dominação no cenário nos anos de 2012 e 2013. A equipe chegou as grande finais de todos os principais torneios (Majors) até a ESL One Cologne 2015. Em agosto de 2014, a equipe venceu a ESL One Cologne 2014. Na Dreamhack Cluj-Napoca(2015) eles foram derrotados pela equipe NaVi nas semifinais.

## Torneios Notáveis
f0rest ficou no top 4 do seguintes torneios:

### Counter-Strike
| Colocação | Data       | Torneio                                                       | Time          | Fase                     | Resultado | Premiação  |
| --------- | ---------- | ------------------------------------------------------------- | ------------- | ------------------------ | --------- | ---------- |
| 4º        | 09/03/2012 | Intel Extreme Masters Season VI World Championship            | SK Gaming     | Decisão de 3º lugar      | 1 : 2     | $4,000     |
| 2º        | 22/01/2012 | Intel Extreme Masters Season VI Global Challenge Kiev         | SK Gaming     | Final                    | 0 : 2     | $8,000     |
| 2º        | 11/12/2011 | World Cyber Games 2011                                        | SK Gaming     | Final                    | 1 : 2     | $6,000     |
| 1º        | 24/10/2011 | ESWC 2011                                                     | SK Gaming     | Final                    | 2 : 0     | $12,000    |
| 1º        | 16/10/2011 | Intel Extreme Masters Season VI Global Challenge New York     | SK Gaming     | Final                    | 2 : 0     | $16,000    |
| 2º        | 21/08/2011 | World eSports Games: e-Stars 2011                             | SK Gaming     | Final                    | 1 : 2     | $11,061.60 |
| 1º        | 24/07/2011 | GameGune 2011                                                 | SK Gaming     | Final                    | 16 - 14   | $17,228.40 |
| 1º        | 10/07/2011 | Intel Challenge Super Cup 8                                   | SK Gaming     | Final                    | 2 : 1     | $5,000     |
| 1º        | 20/06/2011 | DreamHack Summer 2011                                         | SK Gaming     | Final                    | 2 : 0     | $9,436.12  |
| 2º        | 23/04/2011 | Copenhagen Games 2011                                         | SK Gaming     | Final                    | 0 : 2     | $6,827.48  |
| 4º        | 05/03/2011 | Intel Extreme Masters Season V World Championship             | SK Gaming     | Decisão de 3º lugar      | 1 : 2     | $4,000     |
| 2º        | 08/09/2010 | Beat it! 2010                                                 | Fnatic        | Final                    | 1 : 2     | $7,500     |
| 3º        | 15/08/2010 | World eSports Games: e-Stars 2010                             | Fnatic        | Decisão de 3º lugar      | 2 : 1     | $1,687.40  |
| 2º        | 09/08/2010 | EPS Nordic Season II                                          | Fnatic        | Final                    | 0 : 2     | $2,117.98  |
| 1º        | 01/08/2010 | Intel Extreme Masters Season V Global Challenge Shanghai      | Fnatic        | Final                    | 2 : 0     | $14,000    |
| 1º        | 24/07/2010 | GameGune 2010                                                 | Fnatic        | Final                    | 2 : 1     | $15,493.20 |
| 1º        | 16/05/2010 | Arbalet Cup Europe 2010                                       | Fnatic        | Final                    | 2 : 1     | $15,000    |
| 2º        | 06/03/2010 | Intel Extreme Masters Season IV World Championship            | Fnatic        | Final                    | 0 : 2     | $20,000    |
| 2º        | 17/01/2010 | Intel Extreme Masters Season IV European Championship Finals  | Fnatic        | Final                    | 1 : 2     | $10,000    |
| 1º        | 19/12/2009 | World eSports Masters 2009                                    | Fnatic        | Final                    | 2 : 0     | $22,500    |
| 2º        | 15/11/2009 | World Cyber Games 2009                                        | Fnatic        | Final                    | 0 : 2     | $18,000    |
| 1º        | 22/10/2009 | Intel Extreme Masters Season IV Global Challenge Dubai        | Fnatic        | Final                    | 2 : 0     | $10,000    |
| 2º        | 03/10/2009 | Intel Extreme Masters Season IV Global Challenge Chengdu      | Fnatic        | Final                    | 0 : 2     | $7,500     |
| 3/4º      | 23/08/2009 | Intel Extreme Masters Season IV Global Challenge Gamescom     | Fnatic        | Semi-Final               | 0 : 2     | $2,000     |
| 1º        | 26/07/2009 | World eSports Games: e-Stars 2009                             | Fnatic        | Final                    | 2 : 0     | $11,878.50 |
| 1º        | 10/05/2009 | KODE5 2009                                                    | Fnatic        | Final                    | 2 : 0     | $25,000    |
| 1º        | 05/05/2009 | Electronic Sports World Cup Masters of Cheonan                | Fnatic        | Final                    | 2 : 0     | $20,000    |
| 2º        | 25/04/2009 | EPS Scandinavia Season I                                      | Fnatic        | Final                    | 0 : 2     | $6,621.21  |
| 1º        | 08/03/2009 | Intel Extreme Masters Season III World Championship           | Fnatic        | Final                    | 16 - 13   | $50,000    |
| 4º        | 05/03/2009 | Intel Extreme Masters Season III European Championship Finals | Fnatic        | Semi-Final da repescagem | 11 - 16   | $4,000     |
| 4º        | 01/11/2008 | World eSports Masters 2008                                    | Fnatic        | Decisão de 3º lugar      | 0 : 2     | $4,000     |
| 1º        | 19/10/2008 | Intel Extreme Masters Season III Global Challenge Montreal    | Fnatic        | Final                    | 2 : 0     | $25,000    |
| 3/4º      | 27/09/2008 | DreamHack Skellefteå II                                       | Fnatic        | Semi-Final               | 1 : 2     | $0         |
| 3º        | 26/08/2008 | ESWC 2008                                                     | Fnatic        | Decisão de 3º lugar      | 2 : 1     | $14,000    |
| 1º        | 27/07/2008 | World eSports Games: e-Stars 2008                             | Fnatic        | Final                    | 16 - 3    | $12,000    |
| 2º        | 06/07/2008 | Electronic Sports World Cup Masters of Paris                  | Fnatic        | Final                    | 6 - 16    | $7,500     |
| 2º        | 11/05/2008 | KODE5 2008                                                    | Fnatic        | Final                    | 0 : 2     | $10,000    |
| 1º        | 09/03/2008 | Samsung European Championship 2008                            | Fnatic        | Final                    | 2 : 1     | $19,271.15 |
| 1º        | 23/02/2008 | NGL-One Season IV                                             | Fnatic        | Final                    | 2 : 1     | $20,000    |
| 1º        | 21/10/2007 | Intel Extreme Masters Season II Global Challenge Los Angeles  | Fnatic        | Final                    | 16 - 5    | $25,000    |
| 1º        | 26/08/2007 | NGL-One Season III                                            | Fnatic        | Final                    | 2 : 0     | $20,000    |
| 1º        | 12/08/2007 | World eSports Games: e-Stars 2007                             | Fnatic        | Final                    | 2 : 0     | $25,000    |
| 1º        | 22/07/2007 | GameGune 2007                                                 | Fnatic        | Final                    | 2 : 0     | $16,592.92 |
| 3º        | 08/07/2007 | ESWC 2007                                                     | Fnatic        | Decisão de 3º lugar      | 2 : 0     | $12,000    |
| 2º        | 30/04/2007 | WSVG 2007: Wuhan                                              | Fnatic        | Final                    | 1 : 2     | $7,000     |
| 2º        | 01/04/2007 | NGL-One Season II                                             | Fnatic        | Final                    | 1 : 2     | $10,000    |
| 3º        | 18/03/2007 | Intel Extreme Masters Season I World Championship             | Fnatic        | Final da repescagem      | 10 - 16   | $13,306    |
| 1º        | 20/12/2006 | 2006 CPL Winter                                               | Fnatic        | Final                    | 2 : 0     | $30,000    |
| 3º        | 10/12/2006 | WSVG 2006: New York                                           | Fnatic        | Final da repescagem      | 12 - 16   | $10,000    |
| 1º        | 17/09/2006 | 2006 CPL Singapore                                            | Fnatic        | Final                    | 2 : 0     | $10,000    |
| 2º        | 27/08/2006 | NGL-One Season I                                              | Fnatic        | Final                    | 1 : 2     | $12,747.6  |
| 3º        | 08/07/2006 | 2006 CPL Summer                                               | Fnatic        | Final da repescagem      | 10 - 16   | $20,000    |
| 2º        | 02/07/2006 | ESWC 2006                                                     | Fnatic        | Final                    | 6 - 16    | $36,000    |
| 2º        | 20/06/2006 | WSVG DreamHack Summer 2006                                    | Fnatic        | Final                    | 11 - 16   | $7,500     |
| 2º        | 19/02/2006 | shgOpen 2006                                                  | Fnatic        | Final                    | 12 - 16   | $11,186.58 |
| 1º        | 01/07/2005 | World e-Sports Masters 2005: Season 2                         | Begrip Gaming | Final                    | 13 - 7    | $50,000    |

### Counter Strike: Global Offensive
| Colocação | Data       | Torneio                                                 | Time              | Fase                | Resultado | Premiação  |
| --------- | ---------- | ------------------------------------------------------- | ----------------- | ------------------- | --------- | ---------- |
| 5/8º      | 01/03/2019 | Intel Extreme Masters Season XIII - Katowice Major 2019 | Ninjas in Pyjamas | Quartas de Final    | 0 : 2     | $35,000    |
| 3/4º      | 24/11/2018 | Esports Championship Series Season 6 - Finals           | Ninjas in Pyjamas | Semi-Final          | 1 : 2     | $65,000    |
| 2º        | 03/11/2018 | BLAST Pro Series: Copenhagen 2018                       | Ninjas in Pyjamas | Final               | 0 : 2     | $50,000    |
| 3º        | 29/09/2018 | BLAST Pro Series: Istanbul 2018                         | Ninjas in Pyjamas | Fase de Grupos      | 2/1/2     | $25,000    |
| 9/11º     | 16/09/2018 | FACEIT Major: London 2018                               | Ninjas in Pyjamas | Fase de Grupos      | 1 : 2     | $8,750     |
| 3/4º      | 02/09/2018 | DreamHack Masters Stockholm 2018                        | Ninjas in Pyjamas | Semi-Final          | 0 : 2     | $22,000    |
| 1º        | 22/07/2018 | Europe Minor Championship - London 2018                 | Ninjas in Pyjamas | Final               | 2 : 0     | $30,000    |
| 1º        | 19/11/2017 | Intel Extreme Masters Season XII - Oakland              | Ninjas in Pyjamas | Final               | 3 : 2     | $129,000   |
| 3/4º      | 03/09/2018 | DreamHack Masters Malmö 2017                            | Ninjas in Pyjamas | Semi-Final          | 0 : 2     | $22,000    |
| 1º        | 15/07/2017 | DreamHack Open Valencia 2017                            | Ninjas in Pyjamas | Final               | 2 : 0     | $50,000    |
| 1º        | 21/11/2016 | Intel Extreme Masters Season XI Oakland                 | Ninjas in Pyjamas | Final               | 2 : 1     | $128,000   |
| 3/4º      | 30/10/2016 | ESL Pro League Season 4: Finals                         | Ninjas in Pyjamas | Semi-Final          | 1 : 2     | $45,000    |
| 1º        | 11/09/2016 | StarLadder i-League StarSeries Season 2                 | Ninjas in Pyjamas | Final               | 2 : 0     | $130,000   |
| 9/12º     | 07/07/2016 | ESL One: Cologne 2016                                   | Ninjas in Pyjamas | Fase de Grupos      | 1 : 2     | $8,750     |
| 2º        | 20/06/2016 | DreamHack Open Summer 2016                              | Ninjas in Pyjamas | Final               | 0 : 2     | $20.000    |
| 3/4º      | 14/05/2016 | ESL Pro League Season 3: Finals                         | Ninjas in Pyjamas | Semi-Final          | 1 : 2     | $44,000    |
| 1º        | 17/04/2016 | DreamHack Masters Malmö 2016                            | Ninjas in Pyjamas | Final               | 2 : 0     | $100,000   |
| 5/8º      | 01/04/2016 | MLG Major Championship: Columbus 2016                   | Ninjas in Pyjamas | Quartas de Final    | 0 : 2     | $35,000    |
| 2º        | 06/12/2015 | Fragbite Masters Season 5                               | Ninjas in Pyjamas | Final               | 1 : 2     | $14,713.0  |
| 3/4º      | 01/11/2015 | DreamHack Open Cluj-Napoca 2015                         | Ninjas in Pyjamas | Semi-Final          | 0 : 2     | $22,000    |
| 3/4º      | 26/09/2015 | Gfinity Champion of Champions                           | Ninjas in Pyjamas | Semi-Final          | 2 : 3     | $10,000    |
| 3/4º      | 11/09/2015 | ESL ESEA Pro League Invitational                        | Ninjas in Pyjamas | Semi-Final          | 1 : 2     | $25,000    |
| 5/8º      | 22/08/2015 | ESL One: Cologne 2015                                   | Ninjas in Pyjamas | Quartas de Final    | 0 : 2     | $10,000    |
| 2º        | 28/06/2015 | Gfinity Masters Summer 1                                | Ninjas in Pyjamas | Final               | 0 : 3     | $20,000    |
| 3/4º      | 15/06/2015 | DreamHack Open Summer 2015                              | Ninjas in Pyjamas | Semi-Final          | 0 : 2     | $3,000     |
| 2º        | 03/05/2015 | FACEIT League 2015 Stage I Finals                       | Ninjas in Pyjamas | Final               | 1 : 2     | $18,000    |
| 3º        | 25/04/2015 | PGL CS:GO Championship Series Kick-off Season           | Ninjas in Pyjamas | Final da repescagem | 0 : 2     | $10,000    |
| 2º        | 29/03/2015 | StarLadder StarSeries XII                               | Ninjas in Pyjamas | Final               | 0 : 3     | $9,000     |
| 2º        | 22/03/2015 | Gfinity Spring Masters 1                                | Ninjas in Pyjamas | Final               | 1 : 3     | $15,000    |
| 2º        | 15/03/2015 | ESL One: Katowice 2015                                  | Ninjas in Pyjamas | Final               | 1 : 2     | $50,000    |
| 2º        | 25/01/2015 | MLG X Games Aspen Invitational                          | Ninjas in Pyjamas | Final               | 1 : 2     | $12,500    |
| 2º        | 29/11/2014 | DreamHack Winter 2014                                   | Ninjas in Pyjamas | Final               | 1 : 2     | $50,000    |
| 1º        | 17/08/2014 | ESL One: Cologne 2014                                   | Ninjas in Pyjamas | Final               | 2 : 1     | $100,000   |
| 1º        | 16/06/2014 | DreamHack Summer 2014                                   | Ninjas in Pyjamas | Final               | 2 : 0     | $10,000    |
| 2º        | 04/05/2014 | StarLadder StarSeries IX                                | Ninjas in Pyjamas | Final               | 0 : 3     | $7,000     |
| 1º        | 19/04/2014 | Copenhagen Games 2014                                   | Ninjas in Pyjamas | Final               | 2 : 1     | $19,341.02 |
| 2º        | 16/03/2014 | ESL Major Series One Katowice 2014                      | Ninjas in Pyjamas | Final               | 0 : 2     | $50,000    |
| 1º        | 13/12/2013 | Fragbite Masters Season 1                               | Ninjas in Pyjamas | Final               | 2 : 0     | $10,652.50 |
| 2º        | 30/11/2013 | DreamHack Winter 2013                                   | Ninjas in Pyjamas | Final               | 1 : 2     | $50,000    |
| 4º        | 02/11/2013 | ESWC 2013                                               | Ninjas in Pyjamas | Decisão de 3º lugar | 0 : 2     | $0         |
| 2º        | 27/10/2013 | ESL Major Series One - Fall 2013                        | Ninjas in Pyjamas | Final               | 1 : 2     | $7,000     |
| 3º        | 12/10/2013 | StarLadder StarSeries VII                               | Ninjas in Pyjamas | Final da repescagem | 1 : 2     | $2,500     |
| 1º        | 15/09/2013 | DreamHack Bucharest 2013                                | Ninjas in Pyjamas | Final               | 2 : 0     | $7,500     |
| 1º        | 18/08/2013 | ESEA Global Finals Season 14                            | Ninjas in Pyjamas | Final               | 2 : 1     | $20,000    |
| 1º        | 07/07/2013 | StarLadder StarSeries VI                                | Ninjas in Pyjamas | Final               | 3 : 2     | $6,000     |
| 3/4º      | 30/06/2013 | ESL Major Series One - Summer 2013                      | Ninjas in Pyjamas | Semi-Final          | 1 : 2     | $4,000     |
| 1º        | 17/06/2013 | DreamHack Summer 2013                                   | Ninjas in Pyjamas | Final               | 2 : 0     | $10,815.51 |
| 1º        | 21/04/2013 | ESEA Global Finals Season 13                            | Ninjas in Pyjamas | Final               | 2 : 0     | $17,500    |
| 1º        | 14/04/2013 | ESL Major Series One - Spring 2013                      | Ninjas in Pyjamas | Final               | 2 : 0     | $12,000    |
| 2º        | 07/04/2013 | StarLadder StarSeries V                                 | Ninjas in Pyjamas | Final               | 0 : 2     | $3,000     |
| 1º        | 31/03/2013 | Copenhagen Games 2013                                   | Ninjas in Pyjamas | Final               | 16 - 2    | $21,157.13 |
| 1º        | 23/03/2013 | TECHLABS Cup 2013 Moscow                                | Ninjas in Pyjamas | Final               | 2 : 0     | $8,000     |
| 1º        | 24/02/2013 | Esports Heaven: Vienna                                  | Ninjas in Pyjamas | Final               | 2 : 0     | $7,914.52  |
| 1º        | 02/12/2012 | AMD Sapphire Invitational                               | Ninjas in Pyjamas | Final               | 2 : 0     | $10,000    |
| 1º        | 24/11/2012 | DreamHack Winter 2012                                   | Ninjas in Pyjamas | Final               | 2 : 0     | $22,637.58 |
| 1º        | 04/11/2012 | ESWC 2012                                               | Ninjas in Pyjamas | Final               | 2 : 0     | $12,000    |
| 1º        | 23/09/2012 | DreamHack Valencia 2012                                 | Ninjas in Pyjamas | Final               | 2 : 0     | $2,500     |

- Em negrito indica campeonatos patrocinados pela Valve, CS:GO Majors.
- CS:GO Majors são os únicos campeonatos a terem resultados acima de 4º colocado na tabela